# Антиинфламаторна дијета
Антиинфламаторна дијета је план исхране намењен спречавању или смањењу нивоа хроничне упале, кључног фактора ризика код многих здравствених проблема и неколико главних болести. Типична антиинфламаторна исхрана наглашава већу примену воћа, поврћа, лакших протеина, ораха, семена и здраве масти.
Правилан избор разноврсних и укусних намирница, богатих антиоксидансима у комбинацији са физичким вежбањем и добрим ноћним спавањем, може помоћи у смањивању нивоа хроничне упале, и тиме евентуално смањити ризик од многих хроничних болести.

## Општа разматрања
Често под утицајем многобројних фактора неправилног животног стила као што су стрес и недостатак вежбања, пушење, злоупотреба алкохола, нередовна исхрана, хронична инфламација настаје као последица променама у имунолошком система који није у стању да ослобађа супстанце за борбу против озледа ткива, бактеријских и вирусних инфекција, чак и када нема спољних нападача против који треба да се боре.
Прекомерна телесна тежина и гојазност, као и одређене болести, повећавају ново запаљења у организму. Мерење нивоа Ц реактивног протеина (ЦРП), може указати на упалу и доказати да се људи који носе додатну тежину налазе у проинфламаторном стању.
Виши нивои глукозе у крвотоку, као што је то случај код шећерне болести, такође може подићи ниво запаљења. У том смислу одржавање нивоа оптималне телесне тежине и редовно конзумирање избалансираних оброка током целог дана редукује вероватноћу да ће таква исхрана изазвати упалу него дијета која је тешка са много заслађених напитак и простих угљених хидрата попут белог брашна. Према томе низак гликемијски ихдекс у дијети може смањити маркере запаљења.
Последњих година све веће је интересовање у медицини и дијететици да ли оно што једемо може утицати на запаљењске процесе у организму и да ли будући човеков избор хране може повољно да утиче на ниво запаљења у његовом телу. У том смислу сматра се да антиинфламаторна дијета спречава хроничну упалу и помаже у превенцији или лечењу следећих стања:
- алергија,
- Алцхајмерова болест,
- артритис,
- астма,
- канцер,
- депресија,
- Шећерна болест
- болести срца и крвних судова,
- инфламаторне болести црева (као што су улцерозни колитис и Кронова болест ), синдром иритабилног црева,
- мождани удар.

Бројна истраживања сугеришу да људи са високим уносом поврћа, воћа, ораха, семена, здравих уља и рибе могу имати мањи ризик од болести повезаних са запаљењем. Осим тога, супстанце које се налазе у некој храни (посебно антиоксиданси и омега—3 масне киселине) имају антиинфламаторне ефекте.

## Бенефити антиинфламаторне дијете
Све већи број истраживања сугерише да антиинфламаторна дијета може играти кључну улогу у превенцији бројних здравствених проблема.
| „ | На пример, студија објављена у British Journal of Nutrition из 2017. године утврдила је везу између запаљења дијететског поремећаја (мерену индексом дијетног запаљења) и атеросклерозом (настајањем плака у артеријама) код жена старијих од 70 година. Истраживачи су пронашли да су резултати дијететског запаљеног индекса повезани са субклиничком атеросклерозом и смртним исходом повезаним за болестима срца. | ” |

Према једном другом истраживању објављеном у часопису Endocrine из 2016. године утврђено је да примена антиинфламаторне дијете може помоћи смањењу нивоа одређених запаљењских маркера (као што је супстанца звана Ц-реактивни протеин) код људи са шећерном болешћу типа 2.
| „ | Наиме у овој студији код особа са новооткривеном шећерном болешћу типа 2 праћени су здравствени резултати медитеранске исхране и исхране са мало масти. Након годину дана, нивои Ц-реактивних протеина код особа на медитеранској исхрани пали су за 37 процената, док су остали непромењени код особа на исхрани са малим садржајем масти. | ” |

## Храна коју треба јести у антиинфламаторној дијети
Храна која садржи антиоксидансе
- Јагодасто воће (као што су боровнице, малине и боровнице)
- Коштичаво воће (вишња)
- Јабуке
- Артичоке
- Авокадо
- Тамно зелено лиснато поврће (као што је кељ, спанаћ и црни пасуљ)
- Слатки кромпир
- Броколи
- Орашасто воће (као што су ораси, бадеми, плод кикирикија и лешници)
- Пасуљ (као што су црвени пасуљ, пинто пасуљ и црни пасуљ)
- Цела зрна (као што је зоб и смеђи пиринач)
- Тамна чоколада (са најмање 70% какаоа)

Храна са високим нивоом у омега-3 масним киселина
- Рибље уље (као што су лосос, харинга, скуша, сардина и инчун)
- Ланено уље
- Ораси
- Јаја и млеко

Зачини
Постоје докази да одређена кулинарска биља и зачини, као што су ђумбир, куркума и бели лук, могу помоћи у ублажавању упале.

## Храна коју треба избегавати у антиинфламаторној дијети
Омега-6 масне киселине
Познато је да омега-6 масне киселине (врста есенцијалне масне киселине пронађене у широком спектру хране) повећавају производњу запаљењских материја у телу. Будући да омега-6 масне киселине помажу у одржавању здравља костију, регулишу метаболизам и промовишу функцију мозга, њих не би требало потпуно искључити из дијете. У том смислу, важно је уравнотежити унос омега-6 масних киселина уз унос омега-3 масних киселина како би се избегла појава упале.
Храна која је богата омега-6 масним киселинама укључује
- Месо
- Млечни производи (као што су млеко, сир, путер и сладолед)
- Маргарине
- Биљна уља (као што су кукурузно, сојино, кикирикијево и уље од памука)

Уместо биљних уља, у антиинфламаторној дијети треба користити; маслиново и авокадово уља.
Храна са високим гликемијском индексом
Бројне студије указују и на то да унос хране са високиим гликемијским индексом као што су шећер и рафинисана зрна, попут оних пронађених у белом хлебу и многим прерађевинама, може довести до упале. У том смислу у антиинфламаторној дијети треба избегавати:
- шећерне напитке,
- рафинисане угљене хидрате,
- десерте и прерађене шећернр производе.

## Практични савети за антиинфламаторну дијету
- Дијета треба да садржи пет до девет порција антиоксиданата — воћа и поврћа сваки дан.[3]
- Ограничите унос хране са високим садржајем омега—6 масних киселина уз повећање потрошње хране богате омега—3 масним киселинама (као што су ланено семе, ораси и рибља уља попут оних од лососа, туњевине, скуше и харинге).
- Замените црвено месо са здравим изворима протеина, као што су посна живина, риба, соја, пасуљ и сочиво.
- Замените маргарин и биљна уља за здравије масти које се налазе у маслиновом уљу, орашастим плодовима и семенимма.
- Уместо рафинисаних зрна, одлучите се унос хране богате дијеталним влакнима. као што су зоб, киноа, смеђи пиринач, као и хлеб и тестенине, направљене од целог зрна.
- Уместо зачињавања хране сољу, укус јела побољшати уносом антиинфламаторних супстанци попут лука, ђумбира и куркуме.

## Супротстваљени ставовови или још једно име за здраву исхрану?
Иако концепт специфичне антиинфламаторне дијете има мало клиничког доказа који би га подржали, већина ставова у њој је одржива јер је су засновани на здравом савету за храну. У њој је наглашенана исхрани богата разним врстама воћа и поврћа, лакшим протеинима, масном рибом и угљених хидратима са мањим гликемијским индексом, па у том смислу избегавање транс масти и превише засићених масти, шећера и примена једноставних угљених хидрата има смисла.
На много начина, антиинфламаторна дијета је заправо медитеранска исхрана, која је до данас широко проучавана и подржана бројним добрим доказима.
Оно што изгледа недостаје код ове дијете је чврст доказ за многе здравствене тврдње које се дају за бројне комерцијалне антиинфламаторне дијетске суплементе и друге хранљиве производе који се продају под именом антиинфламаторна дијета, те такве производе треба користити пажљиво. У будућности, можда ће се доказати да процес старења, који видимо као неизбежним, може да се спречи регулисањем инфламаторних процеса у телу помоћу дијететских суплемената, али како за сада немамо доказе за то, ове препарате треба користити пажљиво.
Да би наука у поптпуности сагледала неке добре резултате антиинфламаторне дијете, потребно је више од неколико студија — које морају имати свестраније доказе, а оне тек предстоје. Дотле док истраживање не подрже тренутно сумњиве тврдње, бројних произвођача антиинфламаторних суплемената и друге хране, треба применити медитерански начин исхране заједно са здравим животним стилом; редовне вежбе, не пушење, редовно спавање итд. јер је то најбоље што свака особа можете учинити за себе да би подржала сопствено тело у борби против упале.